# Polistes brevifissus
Polistes brevifissus är en getingart som beskrevs av Richards 1978. Polistes brevifissus ingår i släktet pappersgetingar, och familjen getingar. Inga underarter finns listade i Catalogue of Life.